# Atzeneta d'Albaida
Atzeneta d'Albaida (em valenciano e oficialmente) ou Adzaneta de Albaida (em castelhano) é um município da Espanha na província de Valência, Comunidade Valenciana. Tem 6,1 km² de área e em 2021 tinha 1 139 habitantes (densidade: 186,7 hab./km²).

## Demografia
| Variação demográfica do município entre 1991 e 2004 | Variação demográfica do município entre 1991 e 2004 | Variação demográfica do município entre 1991 e 2004 | Variação demográfica do município entre 1991 e 2004 |
| --------------------------------------------------- | --------------------------------------------------- | --------------------------------------------------- | --------------------------------------------------- |
| 1991                                                | 1996                                                | 2001                                                | 2004                                                |
| 1 252                                               | 1 243                                               | 1 263                                               | 1 344                                               |